# 喬治·S·考夫曼

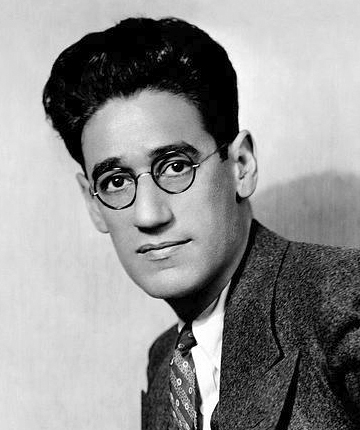
喬治·S·考夫曼

乔治·西蒙·考夫曼（1889年11月16日 – 1961年6月2日）是美国剧作家、劇場導演和評論家。1932年，他凭借音乐剧获得普利策奖，1937年，他凭借戲劇再次获奖。 1951年，他还凭借音乐剧獲得托尼獎。